# Гуарани каюва
Гуарани́ каюва́ — коренной народ Парагвая, бразильского штата Мату-Гросу-ду-Сул, бразильского мезорегиона Южное побережье штата Сан-Паулу и северо-восточной Аргентины; часть этнической группы гуарани.

## Язык
Язык каюва относится к группе гуаранийских языков. В основе алфавита гуарани лежит латиница; используются диакритические знаки и диграфы.

## Культура и хозяйство
Основная форма производства — натуральное хозяйство: ручное земледелие, рыбная ловля, охота и собирательство. Развиты резьба по дереву, гончарное дело (изготовление фигурной керамики), создание изделий из перьев, ткачество. Частью уклада жизни является традиционная медицина, преимущественно с использованием лекарственных растений.
Отдельные общины гуарани каюва обычно численно невелики и чаще всего состоят из двух-пяти расширенных семей, совместно существующих на территории текоха́.

## Концепт текоха
Одним из основополагающих понятий в культурной жизни гуарани каюва является понятие текоха. Данный концепт сочетает в себе понятие территории (земли, леса, поля, акватории, флоры и фауны) и понятие бытия (от гуар. teko, бытие), включающее в себя представления о традиционном укладе жизни и взаимоотношениях между членами общины. Текоха имеет большое значение и в духовной сфере: так, многие представители гуарани каюва, живущие в настоящий момент на ограниченной территории в резервациях, не признают их текоха из-за невозможности установить такую же связь с природой, как на своих исконных землях.

## В Бразилии
Численность этнической группы — 34913 человек (по данным Министерства здравоохранения Бразилии за 2013 год), основная территория проживания гуарани каюва в Бразилии — штат Мату-Гросу-ду-Сул.
Темпы демаркации земель традиционного проживания коренных народов в Бразилии с 2006 по 2018 год неуклонно снижались, при этом демаркированные границы неоднократно пересматривались в сторону уменьшения территорий резерваций. В настоящее время на территории Мату-Гросу-ду-Сул располагается 8 резерваций общей площадью 17975 гектаров.

### Территориальный конфликт
С 1940-х годов в Бразилии значительно увеличивались темпы роста сельскохозяйственного производства, главным образом за счет расширения посевных площадей, зачастую сопровождавшегося вырубкой тропических лесов. С этого же времени ускорился и процесс вытеснения коренных народов с их территорий. Часть гуарани каюва были принудительно выселены в резервации, часть бежали в Парагвай, часть ушли глубже в тропические леса. С 1950-х—1960-х годов противостояние между гуарани каюва и представителями сельскохозяйственной индустрии — в основном представленными бразильскими фазендерами — приняло характер открытой конфронтации. В настоящее время ситуация по-прежнему остается острой. Так, в ходе столкновений на почве территориального конфликта с 2003 по 2014 год в штате Мату-Гросу-ду-Сул было убито 390 человек из числа коренного населения.
Общинами гуарани каюва неоднократно предпринимались попытки протеста против многочисленных нарушений прав коренных народов Бразилии и бездействия правительства — через FUNAI, посредством протестных маршей и открытых писем.
Из открытого письма общины гуарани каюва из Апи Кай, Дорадус, штат Мату-Гросу-ду-Сул:

…мы решили вернуться на нашу землю, где есть вода и лес; где похоронены трое наших детей, которых переехали машины фазендеров; на землю, где похоронены двое наших вождей, убитых нанятыми фазендерами людьми, и семидесятилетний шаман, погибший от отравления пестицидами, распыляемых с самолетов.
Мы возвращаемся на нашу землю в четвертый раз. Мы похоронили там, на нашей земле, Апи Кай, наших родных. Мы ждали демаркации больше двух десятилетий, но этого так и не случилось. Нас трижды изгоняли с нашей земли за последние пятнадцать лет. Каждый раз, когда мы возвращались, нас встречали лишь жестокость со стороны фазендеров и нападения, предпринимаемые с целью прогнать нас с нашей земли. Поэтому мы ушли к обочине, где и жили четырнадцать лет.
После первого нападения фазендеры убили нашего вождя. Мы похоронили его на нашей исконной земле. Совсем недавно место, где он похоронен, было уничтожено: тракторы сравняли захоронение с землёй. Производители этанола из Сан-Фернанду высаживают сахарный тростник на наших могилах. Все наши кладбища уничтожены их техникой.
Мы были оставлены умирать на обочине, без питьевой воды и без единого клочка земли, на котором можно было бы посадить кукурузу, картофель или маниок. Наши дети голодали и страдали. Нам пришлось нищенствовать и просить объедки у людей в Дорадусе. Мы провели так четырнадцать лет.
В прошлом месяце все наши хижины сожгли. Спиртовой завод и наёмники фазендеров не позволяли нам брать чистую воду из колодца. Нам пришлось пить грязную воду. Четырнадцать лет мы ждали действий со стороны правительства Бразилии. Четырнадцать лет мы страдали от унижений, постоянных угроз со стороны фазендеров, трудностей и голода. Шестеро из нас умерли мучительной смертью.
Находясь под угрозой смерти, потери родных и близких, лишений и страданий, сегодня, 15 сентября 2013 года, мы решили вновь вернуться на свою землю.
Оригинальный текст (порт.)…decidimos a reocupar a parte de nossa terra tradicional onde tem mina d’água boa e restante da floresta, decidimos voltar na terra onde estão enterrados 03 crianças atropeladas e dilaceradas pelos carros das fazendas, 2 lideranças assassinadas pelos pistoleiros dos fazendeiros, uma idosa xamã com 70 anos faleceu por intoxicação de veneno lançado de avião agrícola.

Voltamos aqui em nossa terra já pela quarta vez. Todos esses nossos parentes mortos enterramos aqui em nossa terra Apyka’i. Há mais de duas décadas, aguardamos a demarcação e regularização de nossa terra, mas nunca saiu regularização de nossa terra. Fomos expulsos três vezes de nossas terras, em 15 anos, voltamos a nossa terra, já três vezes, voltamos a reocupar e fomos expulsos de forma violentas, assim, já sofremos três expulsões e agressões promovidas pelos fazendeiros, por isso passamos a morar na margem da rodovia, há 14 anos.
Depois de primeiro despejo, nosso líder foi assassinado pelos fazendeiros. Enterramos o nosso líder aqui na nossa terra tradicional, mas recentemente cemitério de nosso líder foi destruído pelo trator da usina de álcool e cemitério gradeado pelo trator. Usina de álcool São Fernando está plantando cana de açúcar em cima dos cemitérios indígenas. Todos os cemitérios de nossos antepassados foram gradeados pelo trator da usina de álcool. Na margem da rodovia, já estávamos condenados a morrer, não tem água potável, não tem espaço de terra para plantar milho, batata e mandioca, por isso as nossas crianças passam miséria e fome todos os dias, passamos mendigar nas ruas da cidade de Dourados, pedindo resíduo de alimentos, assim passamos 14 anos.
No último mês, as nossas barracas foram tudo queimada, os pistoleiros da usina de álcool e da fazenda não deixam mais nos pegar água limpa da mina d’agua, só bebíamos água suja. Há 14 anos aguardamos a demarcação de nossa terra pelo Governo e Justiça do Brasil, mas não avançou e nem começou a regularização da terra. Há 14 anos, passamos a humilhação, intimidação, miséria e fome por causa do despejo dos fazendeiros. Em 14 anos, perdemos seis vidas de forma violenta.

Diante de ameaça de morte, perda de nossos parentes e de tanto sofrimento e dor, no dia 15 de setembro de 2013, pela quarta vez, decididos, voltamos a reocupar a nossa terra APYKA’I.

В 2016 году военные и полицейские подразделения принудительно выселили гуарани каюва с территории Апи Кай в четвертый раз.
В 2017 году один из представителей гуарани каюва, Ладио Верон, сын жестоко убитого главы общины Маркуса Верона, провел трехмесячный пресс-тур по странам Европы с целью привлечения внимания европейского сообщества к проблеме насилия против коренного населения Бразилии и захвата их земель.

### Условия жизни
При общем высоком уровне смертности среди коренных народов Южной Америки (на 28 % для мужчин и на 19 % для женщин больше по сравнению с уровнем смертности среди всех иных этнических групп Бразилии в 2010 году) для гуарани каюва крайне острой остается проблема суицида: показатели по уровню самоубийств превышают общебразильские показатели в 40 раз. Особенно уязвимыми группами в отношении суицида остаются дети (группа от 10 до 14 лет), подростки и молодые люди (группы 15-19 лет и 20-29 лет) (таблица 3, там же), что ряд исследователей напрямую связывают с изменившимися социальными условиями: социальной стигматизацией, вынужденным проживанием в переполненных резервациях, ценностным кризисом в связи с неприятием традиционной культуры со стороны бразильского общества и властей
Ряд международных организаций отмечает также, что правительство Бразилии не предпринимает достаточных действий по защите прав коренного населения. Так, в докладе ООН об условиях жизни гуарани каюва говорится, что люди в резервациях страдают от недоедания и отсутствия доступа к чистой воде, а общество по защите прав коренных народов CIMI отмечает, что у гуарани каюва нет также доступа к медицинской помощи:

Неуважение к коренным народам со стороны правительства идёт дальше нарушения их территориальных прав. Очевидно также преступное пренебрежение в их отношении в плане здравоохранения: согласно данным самого Министерства здравоохранения Бразилии, в 2013 году это привело к смерти 693 детей. Тот факт, что на 100 умерших представителей коренных народов в Бразилии приходится 40 детей, дает понять, что ведется преступная политика геноцида.
Оригинальный текст (англ.)Disrespect for those peoples goes beyond territorial rights. It is also evident in the criminal neglect of healthcare for the indigenous population, which, according to data from the Ministry of Health itself, resulted in the death of 693 children in 2013. The fact that, for every 100 indigenous people that die in Brazil, 40 are children makes it impossible to deny that a genocidal indigenous policy is being pursued.
— The Guarani and Kaiowá Peoples’ Human Right to Adequate Food and Nutrition: a holistic approach

## В кинематографе
В 2008 году был снят бразильско-итальянский художественный фильм «BirdWatchers» (англ.) на сайте Internet Movie Database, посвященный территориальному конфликту между гуарани каюва и фазендерами. Главную роль исполнил Амброзио Вильхалва, вождь одной из общин гуарани (убит 1 декабря 2013 года).
В 2017 году вышел документальный фильм «Martírio» (англ.) на сайте Internet Movie Database о гуарани каюва, правах коренных народов Бразилии и событиях последних десятилетий в бразильском штате Мату-Гросу-ду-Сул.